# Michael Azerrad
Michael Azerrad är en amerikansk författare, journalist och musiker. Han växte upp i New York och tog sin filosofie kandidat från Columbia College 1983. Efter att ha utbildat sig spelade han trummor i flera mindre band under tiden han försökte bli en musikjournalist. Azerrad skrev under 1980- och 1990-talet artiklar för tidskrifterna/tidningarna Spin, Musician, Details, Rolling Stone, The New Yorker, MOJO, GQ, The New York Times och Revolver. 1993 lanserade Azerrad boken Come as You Are: The Story of Nirvana (som handlar om Nirvana). Hans andra bok, Our Band Could Be Your Life, släpptes 2001.
Azerrad spelade trummor i det tidigare indiebandet King of France sedan 2002 och sedan 2005 i rockbandet The LeeVees. 2006 medproducerade han dokumentärfilmen Kurt Cobain: About a Son.